# Góry Mogojtujskie
Góry Mogojtujskie (ros.: Могойтуйский хребет, Mogojtujskij chriebiet) – pasmo górskie w azjatyckiej części Rosji, na wschodzie Kraju Zabajkalskiego. Rozciąga się z południowego zachodu na północny wschód na długości ok. 270 km, od rzeki Akszy i jej lewego dopływu rzeki Uriej do zbiegu Ononu i Szyłki; szerokość pasma wynosi 25–35 km. Wznosi się ono średnio na wysokość 1000–1100 m n.p.m.; najwyższy szczyt, Ałchanaj, ma wysokość 1662 m n.p.m. Góry zbudowane są głównie ze skał proterozoicznych i paleozoicznych poprzecinanych miejscami mezozoicznymi granitami. Dominuje rzeźba średniogórska. Poprzecinane dolinami rzek zbocza pokryte są tajgą górską i lasostepem.
W południowej części pasma znajduje się Park Narodowy „Ałchanaj”.